# Osaka World Trade Center
Osaka Prefectural Government Sakishima Building (яп. 大阪府咲洲庁舎 Осака-фу Сакисима Тё-ся), или Cosmo Tower (яп. コスモタワー Косумо Тава-), прежнее название (до июня 2010 года) Osaka World Trade Center Building (大阪ワールドトレードセンタービルディング Осака Ва-рудо То-редо Сента- Бирудингу) на текущий момент самый высокий небоскрёб Осаки и второй по высоте в Японии. На крыше находится наблюдательная площадка, выполненная в форме пирамиды, поставленной на вершину. Подъём с первого этажа до самого верхнего занимает примерно 80 секунд.